# Liste des titres musicaux numéro un aux États-Unis en 2006
Cette page liste les titres musicaux ayant le plus de succès au cours de l'année 2006 aux États-Unis d'après le magazine Billboard.

## Historique
| Date         | Artiste(s)                             | Titre                 | Référence |
| ------------ | -------------------------------------- | --------------------- | --------- |
| 7 janvier    | Mariah Carey                           | Don't Forget About Us |           |
| 14 janvier   | D4L                                    | Laffy Taffy           |           |
| 21 janvier   | Nelly featuring Paul Wall & Ali & Gipp | Grillz                |           |
| 28 janvier   | Nelly featuring Paul Wall & Ali & Gipp | Grillz                |           |
| 4 février    | Beyoncé featuring Slim Thug            | Check on It           |           |
| 11 février   | Beyoncé featuring Slim Thug            | Check on It           |           |
| 18 février   | Beyoncé featuring Slim Thug            | Check on It           |           |
| 25 février   | Beyoncé featuring Slim Thug            | Check on It           |           |
| 4 mars       | Beyoncé featuring Slim Thug            | Check on It           |           |
| 11 mars      | James Blunt                            | You're Beautiful      |           |
| 18 mars      | Ne-Yo                                  | So Sick               |           |
| 25 mars      | Ne-Yo                                  | So Sick               |           |
| 1er avril    | Sean Paul                              | Temperature           |           |
| 8 avril      | Daniel Powter                          | Bad Day               |           |
| 15 avril     | Daniel Powter                          | Bad Day               |           |
| 22 avril     | Daniel Powter                          | Bad Day               |           |
| 29 avril     | Daniel Powter                          | Bad Day               |           |
| 6 mai        | Daniel Powter                          | Bad Day               |           |
| 13 mai       | Rihanna                                | SOS                   |           |
| 20 mai       | Rihanna                                | SOS                   |           |
| 27 mai       | Rihanna                                | SOS                   |           |
| 3 juin       | Chamillionaire featuring Krayzie Bone  | Ridin'                |           |
| 10 juin      | Chamillionaire featuring Krayzie Bone  | Ridin'                |           |
| 17 juin      | Shakira featuring Wyclef Jean          | Hips Don't Lie        |           |
| 24 juin      | Shakira featuring Wyclef Jean          | Hips Don't Lie        |           |
| 1er juillet  | Taylor Hicks                           | Do I Make You Proud   |           |
| 8 juillet    | Nelly Furtado featuring Timbaland      | Promiscuous           |           |
| 15 juillet   | Nelly Furtado featuring Timbaland      | Promiscuous           |           |
| 22 juillet   | Nelly Furtado featuring Timbaland      | Promiscuous           |           |
| 29 juillet   | Nelly Furtado featuring Timbaland      | Promiscuous           |           |
| 5 août       | Nelly Furtado featuring Timbaland      | Promiscuous           |           |
| 12 août      | Nelly Furtado featuring Timbaland      | Promiscuous           |           |
| 19 août      | Fergie                                 | London Bridge         |           |
| 26 août      | Fergie                                 | London Bridge         |           |
| 2 septembre  | Fergie                                 | London Bridge         |           |
| 9 septembre  | Justin Timberlake                      | SexyBack              |           |
| 16 septembre | Justin Timberlake                      | SexyBack              |           |
| 23 septembre | Justin Timberlake                      | SexyBack              |           |
| 30 septembre | Justin Timberlake                      | SexyBack              |           |
| 7 octobre    | Justin Timberlake                      | SexyBack              |           |
| 14 octobre   | Justin Timberlake                      | SexyBack              |           |
| 21 octobre   | Justin Timberlake                      | SexyBack              |           |
| 28 octobre   | Ludacris featuring Pharrell Williams   | Money Maker           |           |
| 4 novembre   | Ludacris featuring Pharrell Williams   | Money Maker           |           |
| 11 novembre  | Justin Timberlake featuring T.I.       | My Love               |           |
| 18 novembre  | Justin Timberlake featuring T.I.       | My Love               |           |
| 25 novembre  | Justin Timberlake featuring T.I.       | My Love               |           |
| 2 décembre   | Akon featuring Snoop Dogg              | I Wanna Love You      |           |
| 9 décembre   | Akon featuring Snoop Dogg              | I Wanna Love You      |           |
| 16 décembre  | Beyoncé                                | Irreplaceable         |           |
| 23 décembre  | Beyoncé                                | Irreplaceable         |           |
| 30 décembre  | Beyoncé                                | Irreplaceable         |           |